# Rachel Skarsten

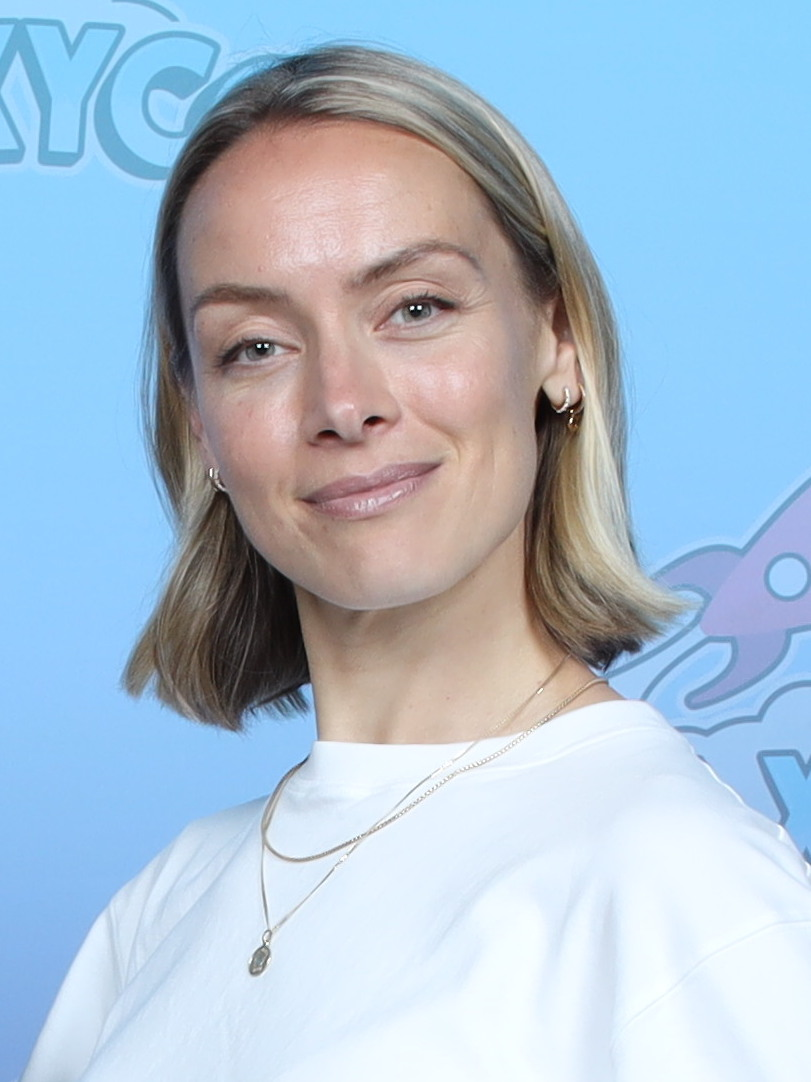
Rachel Skarsten (2024)

Rachel Skarsten (* 23. April 1985 in Toronto) ist eine kanadische Schauspielerin.
Rachel Skarsten studierte Bildende Kunst und Cello. Sie wurde als Teenager entdeckt und hatte 1998 ihre erste Nebenrolle im Fernsehen. In jenem Jahr wurde sie mit der Rolle Bess Lawrence in der Serie Little Men bekannt. Ab 2003 spielte sie Dinah Lance in der Serie Birds of Prey. Von 2013 bis 2015 trat sie als Tamsin in Lost Girl auf. In der Serie Reign war sie ab 2015 als Elisabeth I. zu sehen. Von 2019 bis 2022 spielte sie in der Fernsehserie Batwoman.

## Filmografie (Auswahl)
- 1998–1999: Little Men (Fernsehserie, 24 Folgen)
- 2001: Jewel (Fernsehfilm)
- 2002–2003: Birds of Prey (Fernsehserie, 13 Folgen)
- 2002: Virginias großes Rennen (Virginia's Run)
- 2002: Fear of the Dark
- 2005: Missing – Verzweifelt gesucht (1-800-Missing, Fernsehserie, Folge 1x14)
- 2007: Jack Brooks: Monster Slayer
- 2011: Servitude
- 2011: Flashpoint – Das Spezialkommando (Flashpoint, Fernsehserie, vier Folgen)
- 2012: Beauty and the Beast (Fernsehserie, zwei Folgen)
- 2012: The L.A. Complex (Fernsehserie, drei Folgen)
- 2012: Beauty and the Beast (Fernsehserie, zwei Folgen)
- 2012: Transporter: Die Serie (Transporter: The Series, Fernsehserie, Folge 1x03)
- 2013: Republic of Doyle – Einsatz für zwei (Republic of Doyle, Fernsehserie, Folge 5x07)
- 2013–2015: Lost Girl (Fernsehserie, 35 Folgen)
- 2015: Fifty Shades of Grey
- 2015–2017: Reign (Fernsehserie, 35 Folgen)
- 2017: Wynonna Earp (Fernsehserie, Folge 2x01)
- 2017: Molly’s Game – Alles auf eine Karte (Molly’s Game)
- 2017: Marry Me At Christmas – Ein Fest zum Verlieben (Fernsehfilm)
- 2018: Beziehungsweise (Acquainted)
- 2018: Imposters (Fernsehserie, vier Folgen)
- 2019: Timeless Love
- 2019–2022: Batwoman (Fernsehserie, 50 Folgen)
- 2022: The Royal Nanny (Fernsehfilm)
- 2023: Christmas Island (Fernsehfilm)
- 2024: Jazz Ramsey – A K-9 Mystery (Fernsehfilm)
- 2024: The Christmas Charade (Fernsehfilm)